# FC Bayern München in het seizoen 1995/96
Dit artikel beschrijft de prestaties van de Duitse voetbalclub FC Bayern München in het seizoen 1995/96, waarin de club de UEFA Cup won.

## Spelerskern
| Nr.           | Naam                | Nationaliteit | Geboortedatum | Vorige club          |
| ------------- | ------------------- | ------------- | ------------- | -------------------- |
| Keepers       |                     |               |               |                      |
| 1             | Oliver Kahn         | Duitsland     | 15-06-1969    | Karlsruher SC        |
| 12            | Sven Scheuer        | Duitsland     | 19-01-1971    | /                    |
| 23            | Michael Probst      | Duitsland     | 20-11-1962    | /                    |
| Verdedigers   |                     |               |               |                      |
| 2             | Markus Babbel       | Duitsland     | 08-09-1972    | Hamburger SV         |
| 4             | Oliver Kreuzer      | Duitsland     | 13-11-1965    | Karlsruher SC        |
| 5             | Thomas Helmer       | Duitsland     | 21-04-1965    | Borussia Dortmund    |
| 10            | Lothar Matthäus     | Duitsland     | 21-03-1961    | Internazionale       |
| Middenvelders |                     |               |               |                      |
| 3             | Dieter Frey         | Duitsland     | 31-10-1972    | /                    |
| 6             | Christian Nerlinger | Duitsland     | 21-03-1973    | /                    |
| 7             | Mehmet Scholl       | Duitsland     | 16-10-1970    | Karlsruher SC        |
| 8             | Thomas Strunz       | Duitsland     | 25-04-1968    | VfB Stuttgart        |
| 11            | Marcel Witeczek     | Duitsland     | 18-10-1968    | 1. FC Kaiserslautern |
| 14            | Ciriaco Sforza      | Zwitserland   | 02-03-1970    | 1. FC Kaiserslautern |
| 16            | Dietmar Hamann      | Duitsland     | 27-08-1973    | /                    |
| 17            | Christian Ziege     | Duitsland     | 01-02-1972    | Hertha Zehlendorf    |
| 20            | Andreas Herzog      | Oostenrijk    | 10-09-1968    | Werder Bremen        |
| Aanvallers    |                     |               |               |                      |
| 9             | Jean-Pierre Papin   | Frankrijk     | 05-11-1963    | AC Milan             |
| 18            | Jürgen Klinsmann    | Duitsland     | 30-07-1964    | Tottenham Hotspur    |
| 19            | Emil Kostadinov     | Bulgarije     | 12-08-1967    | Deportivo La Coruña  |
| 21            | Alexander Zickler   | Duitsland     | 28-02-1974    | Dynamo Dresden       |
| 32            | Emanuel Bentil      | Ghana         | 03-12-1978    | Okwawu United        |

- = Aanvoerder
- Hans Pflügler en Wolfgang Gerstmeier keerden in 1995 terug naar de B-kern.

### Technische staf
|                 |                               |               |                                 |
| Functie         | Naam                          | Nationaliteit | Opmerking                       |
| Coach           | Franz Beckenbauer (foto)      | Duitsland     | Ad interim vanaf 28 april 1996. |
| Coach           | Otto Rehhagel                 | Duitsland     | Ontslagen op 27 april 1996.     |
| Assistent-coach | Klaus Augenthaler             | Duitsland     |                                 |
| Keeperstrainer  | Sepp Maier                    | Duitsland     |                                 |
| Teamarts        | Hans-Wilhelm Müller-Wohlfahrt | Duitsland     |                                 |

## Resultaten
| Bundesliga   | DFB-Pokal   | UEFA Cup |
| ------------ | ----------- | -------- |
|              |             |          |
| Vicekampioen | 1/16 finale | Winnaar  |

## Uitrustingen
Hoofdsponsor: Opel

Sportmerk: adidas
| Thuis | Uit | Alternatief | Alternatief |

## Transfers

### Zomer
| Naam              | Nationaliteit | Van/naar                 | Type     |
| ----------------- | ------------- | ------------------------ | -------- |
| Inkomend          |               |                          |          |
| Emanuel Bentil    | Ghana         | Okwawu United            | Gekocht  |
| Andreas Herzog    | Oostenrijk    | Werder Bremen            | Gekocht  |
| Jürgen Klinsmann  | Duitsland     | Tottenham Hotspur        | Gekocht  |
| Michael Probst    | Duitsland     | SV Lohhof                | Gekocht  |
| Ciriaco Sforza    | Zwitserland   | 1. FC Kaiserslautern     | Gekocht  |
| Thomas Strunz     | Brazilië      | VfB Stuttgart            | Gekocht  |
| Uitgaand          |               |                          |          |
| Alain Sutter      | Zwitserland   | SC Freiburg              | Verkocht |
| Uwe Gospodarek    | Duitsland     | VfL Bochum               | Verkocht |
| Marco Grimm       | Duitsland     | VfB Stuttgart            | Verkocht |
| Jorginho          | Brazilië      | Kashima Antlers          | Verkocht |
| Markus Schupp     | Duitsland     | Eintracht Frankfurt      | Verkocht |
| Michael Sternkopf | Duitsland     | Borussia Mönchengladbach | Verkocht |

### Oktober 1995
| Naam           | Nationaliteit | Van/naar       | Type |
| -------------- | ------------- | -------------- | ---- |
| Uitgaand       |               |                |      |
| Samuel Kuffour | Ghana         | 1. FC Nürnberg | Huur |

## Bundesliga

### Eindstand
| #  | Club                     | Wed | Gew | Gel | Ver | V  | T  | Pnt. |
| -- | ------------------------ | --- | --- | --- | --- | -- | -- | ---- |
| 1  | Borussia Dortmund        | 34  | 19  | 11  | 4   | 76 | 38 | 68   |
| 2  | Bayern München           | 34  | 19  | 5   | 10  | 66 | 46 | 62   |
| 3  | FC Schalke 04            | 34  | 14  | 14  | 6   | 45 | 36 | 56   |
| 4  | Borussia Mönchengladbach | 34  | 15  | 8   | 11  | 52 | 51 | 53   |
| 5  | Hamburger SV             | 34  | 12  | 14  | 8   | 52 | 47 | 50   |
| 6  | FC Hansa Rostock         | 34  | 13  | 10  | 11  | 47 | 43 | 49   |
| 7  | Karlsruher SC            | 34  | 12  | 12  | 10  | 53 | 47 | 48   |
| 8  | TSV 1860 München         | 34  | 11  | 12  | 11  | 52 | 46 | 45   |
| 9  | SV Werder Bremen         | 34  | 10  | 14  | 10  | 39 | 42 | 44   |
| 10 | VfB Stuttgart            | 34  | 10  | 13  | 11  | 59 | 62 | 43   |
| 11 | SC Freiburg              | 34  | 11  | 9   | 14  | 30 | 41 | 42   |
| 12 | 1. FC Köln               | 34  | 9   | 13  | 12  | 33 | 35 | 40   |
| 13 | Fortuna Düsseldorf       | 34  | 8   | 16  | 10  | 40 | 47 | 40   |
| 14 | Bayer 04 Leverkusen      | 34  | 8   | 14  | 12  | 37 | 38 | 38   |
| 15 | FC St. Pauli             | 34  | 9   | 11  | 14  | 43 | 51 | 38   |
| 16 | 1. FC Kaiserslautern     | 34  | 6   | 18  | 10  | 31 | 37 | 36   |
| 17 | Eintracht Frankfurt      | 34  | 7   | 11  | 16  | 43 | 68 | 32   |
| 18 | KFC Uerdingen 05         | 34  | 5   | 11  | 18  | 33 | 56 | 26   |

Kampioen Borussia Dortmund plaatste zich voor de UEFA Champions League 1996/97 en veroverde de beker op 28 mei 1997 door een 3-1 zege op Juventus in de finale.
Bekerwinnaar 1. FC Kaiserslautern plaatste zich voor de Europacup II 1996/97
Bayern München, FC Schalke '04, Borussia Mönchengladbach en Hamburger SV namen deel aan de UEFA Cup 1996/97 welke door Schalke veroverd werd door Inter Milan (1-0, 0-1, ns 4-2) in de finale te verslaan.
Vier clubs, Karlsruher SC, TSV 1860 München, SV Werder Bremen en VB Stuttgart, namen deel aan de UEFA Intertoto Cup 1996, waarbij Karlsruher SC zich voor het tweede opeenvolgende seizoen wist te kwalificeren voor het UEFA Cup toernooi.
1. FC Kaiserslautern , Eintracht Frankfurt en KFC Uerdingen 05 degradeerden naar de 2. Bundesliga
Arminia Bielefeld, MSV Duisburg, VfL Bochum promoveerden uit de 2. Bundeliga

## Afbeeldingen

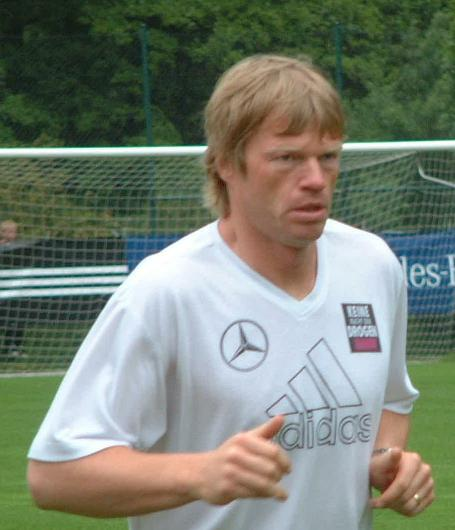
Oliver Kahn (doelman)
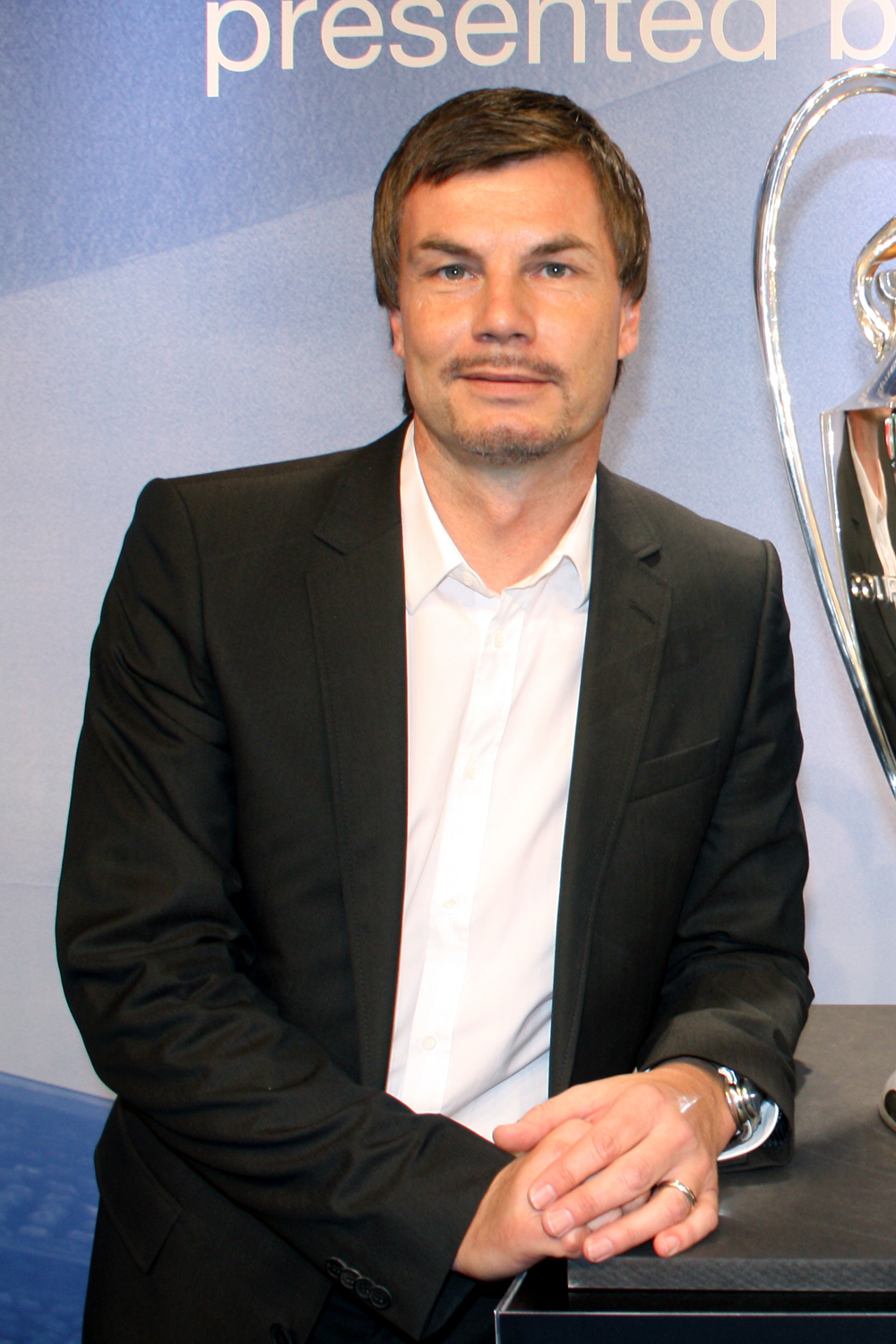
Thomas Helmer (verdediger)
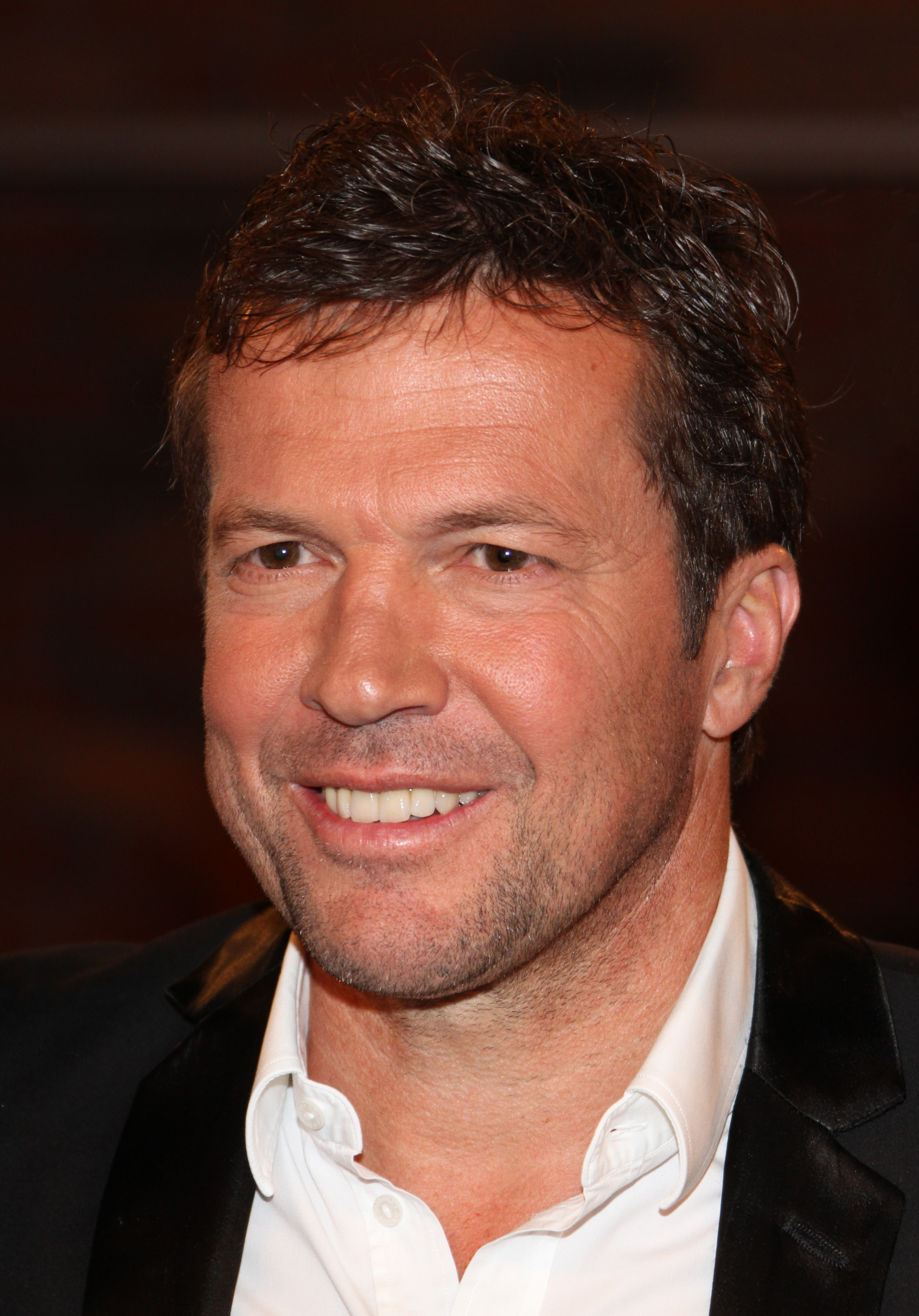
Lothar Matthäus (verdediger)
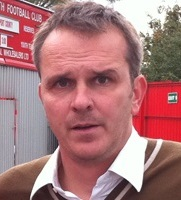
Dietmar Hamann (middenvelder)
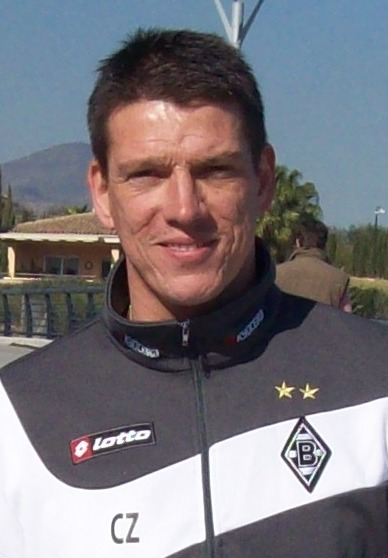
Christian Ziege (middenvelder)
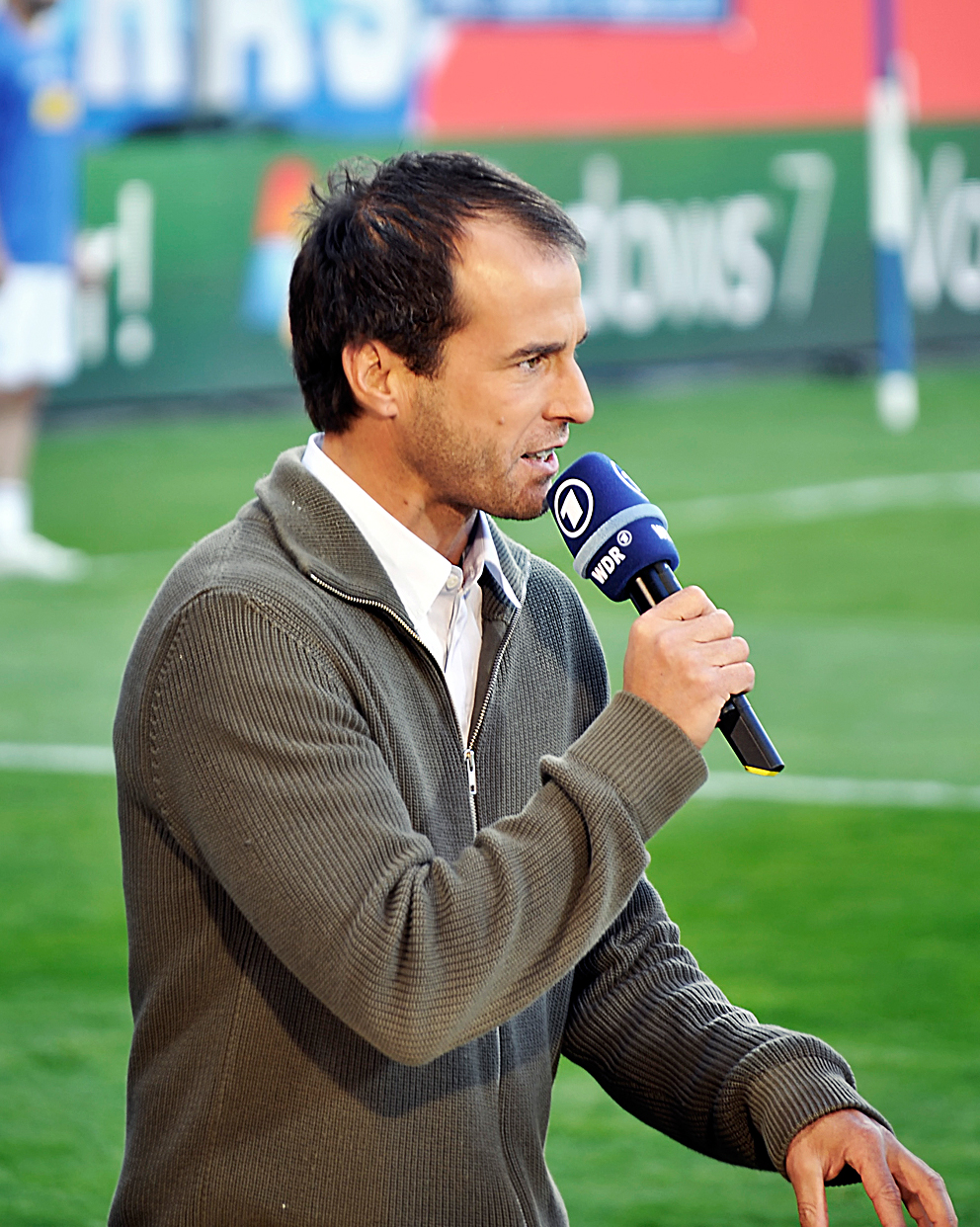
Mehmet Scholl (middenvelder)
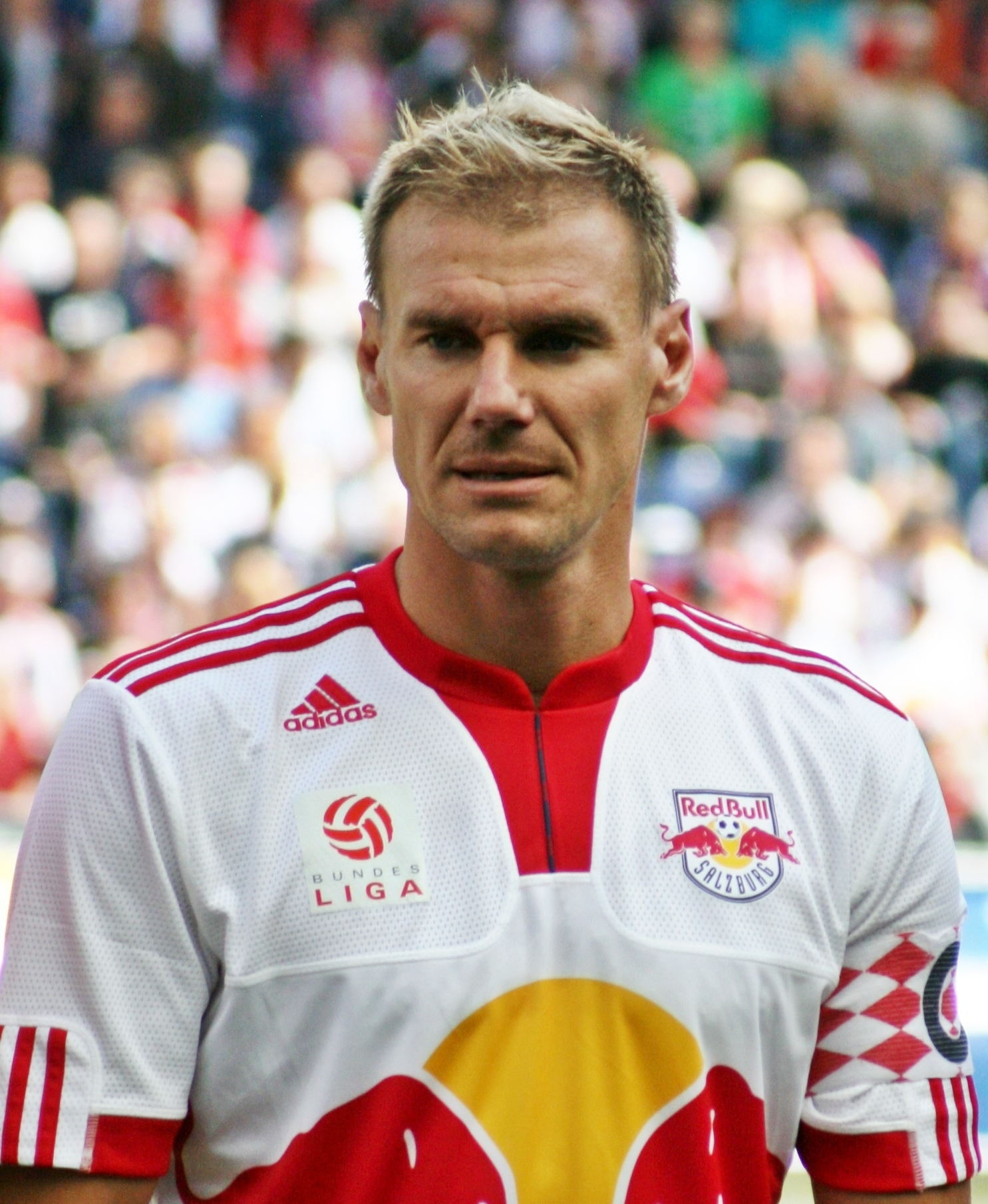
Alexander Zickler (aanvaller)
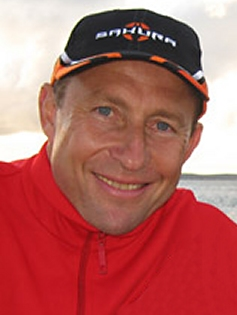
Jean-Pierre Papin (aanvaller)
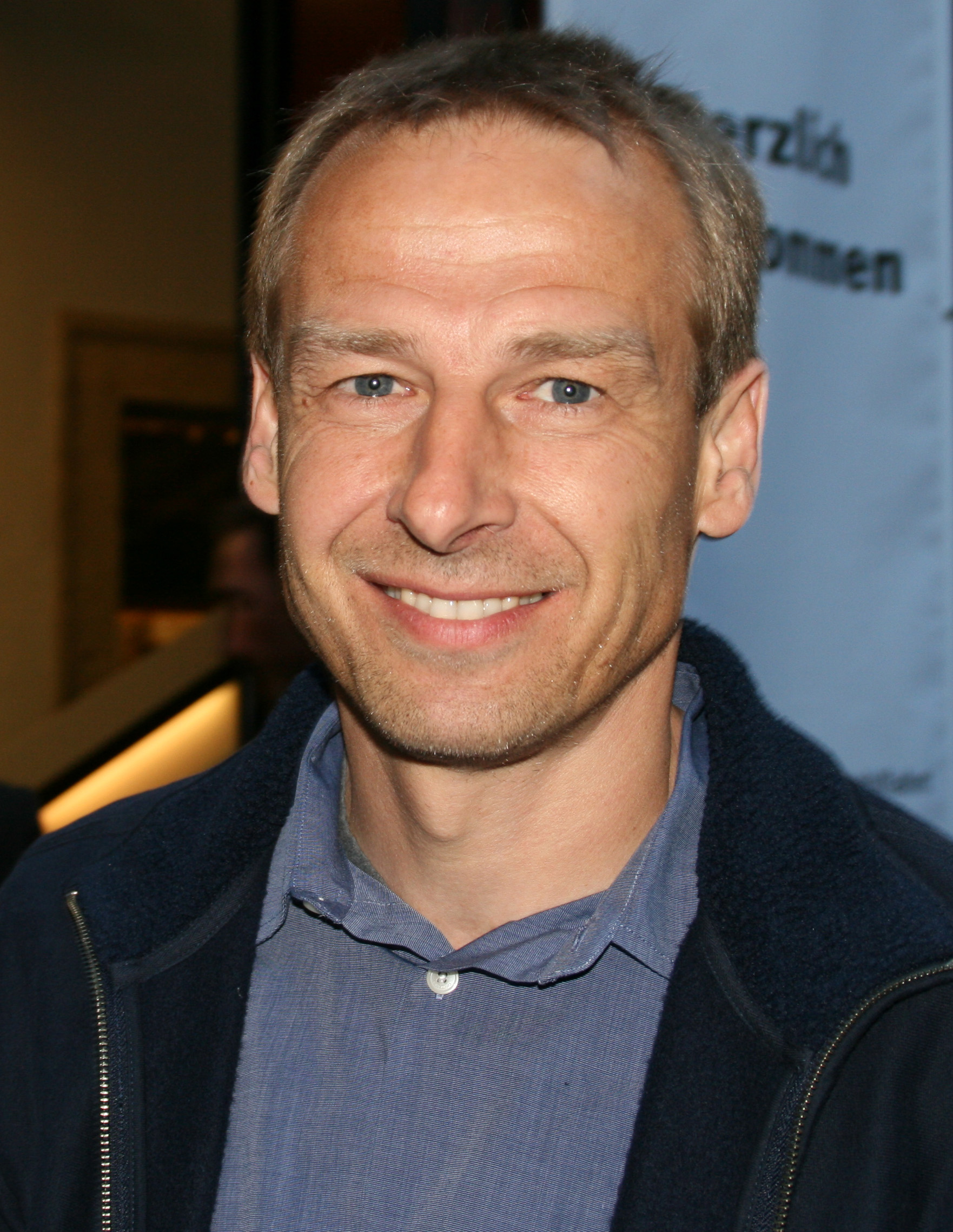
Jürgen Klinsmann (aanvaller)